# Alina Foley
Alina Chiara Foley (* 16. April 2003 in Los Angeles, Kalifornien) ist eine US-amerikanische Schauspielerin und Synchronsprecherin.

## Leben und Karriere
Alina Foley wurde im April 2003 als Tochter des Schauspielers und Komikers Dave Foley in der kalifornischen Großstadt Los Angeles geboren. Sie hat zwei ältere Halbbrüder. Ihr Debüt hatte sie bereits im Alter von vier Jahren als Ashley, der Tochter von Leah Remini, in der Webserie In the Motherhood. Kurz danach wurde sie für die langjährige Seifenoper Zeit der Sehnsucht besetzt. Sie ersetzte dort die eineiigen Zwillinge, die diese Rolle in der Rolle von Shawn Bradys und Belle Blacks Tochter Claire. Diese Rolle spielte sie knapp drei Monate, ehe ihre Figur aus der Serie geschrieben wurde.
2008 und 2009 stand Foley für zwei nicht erfolgreiche Pilotfolgen vor der Kamera, Outnumbered von Fox und The Big D von CBS. Anschließend wurde sie für eine wiederkehrende Nebenrolle in der FX-Comedyserie The League ausgewählt. Sie übernimmt dort seit 2009 die Rolle von Ellie MacArthur, der Tochter von Kevin (Stephen Rannazzisi) und Jenny MacArthur (Katie Aselton). Ihren ersten Filmauftritt hatte sie 2010 als Nora neben Jackie Chan in der Filmkomödie Spy Daddy.
Seit August 2015 wirkt sie als Synchronsprecherin der Leah in der von Nick Jr. produzierten animierten Kinderserie Shimmer and Shine mit.

## Filmografie (Auswahl)
- 2007: In the Motherhood (Webserie, 3 Episoden)
- 2008: Zeit der Sehnsucht (Days of Our Lives, Seifenoper)
- 2009–2015: The League (Fernsehserie)
- 2010: Spy Daddy (The Spy Next Door)
- 2015–2020: Shimmer und Shine (Shimmer and Shine; Fernsehserie, Stimme von Leah)